# Leptopelis brevipes
Espèce
Synonymes
- Hylambates brevipes Boulenger, 1906 "1905"

Statut de conservation UICN

 DD  : Données insuffisantes
Leptopelis brevipes est une espèce d'amphibiens de la famille des Arthroleptidae.

## Répartition
Cette espèce est endémique de l'île de Bioko en Guinée équatoriale.

## Publication originale
- Boulenger, 1906 "1905" : Report on the batrachians collected by the late L. Fea in West Africa. Annali del Museo Civico di Storia Naturale di Genova, sér. 3, vol. 2, no 42, p. 157-172 (texte intégral).